# Darkó Jenő
Darkó Jenő (Dálnok, 1880. július 13. – Debrecen, 1940. január 8.) görög filológus, bizantinológus, egyetemi tanár, az MTA levelező tagja (1913).

## Élete
Budapesti és müncheni tanulmányok, illetve külföldi útjai után 1906-tól pápai, majd budapesti középiskolai, 1908-tól debreceni főiskolai tanár. 1910-től a Budapesti Egyetem magántanára, 1914-től a Debreceni Egyetem nyilvános rendes tanára. 1928–1929-ben az egyetem rektora.
A debreceni Székely Társulat elnökeként egyik alapítója a Hargitaváralja című folyóiratnak. Főleg a bizánci történetírókkal mint a magyar történelem forrásaival foglalkozott. Kiadta Laonikos Chalcocondyles szövegét.
A Kőrösi Csoma Sándor Önképzőkör tagja.

## Művei
- 1910 A magyarokra vonatkozó nevek a bizánci íróknál. Budapest.
- 1915 Bölcs Leó Taktikájának hitelessége magyar történeti szempontból. Budapest.
- 1919 Beszédek Erdélyért. Debrecen.
- 1922–1927 Editiones Criticae Scriptorum Graecorum et Romanorum 10–12. Budapest.
- 1933 Byzantinisch-ungarische Beziehungen in der zweiten Hälfte des XIII. Jahrhunderts. Weimar.
- 1934 Az ősmagyar hadművészet fejlődése és hatása Nyugat-Európára. Budapest.
- 1937 A magyar huszárság eredete. Hadtörténeti Közlemények.
- 1938 A romániai magyar kisebbség kulturális helyzete. Debrecen.
- 1938 Népességi mozgalmak Erdélyben és környékén a középkorban. Debrecen.